# Olbernhau

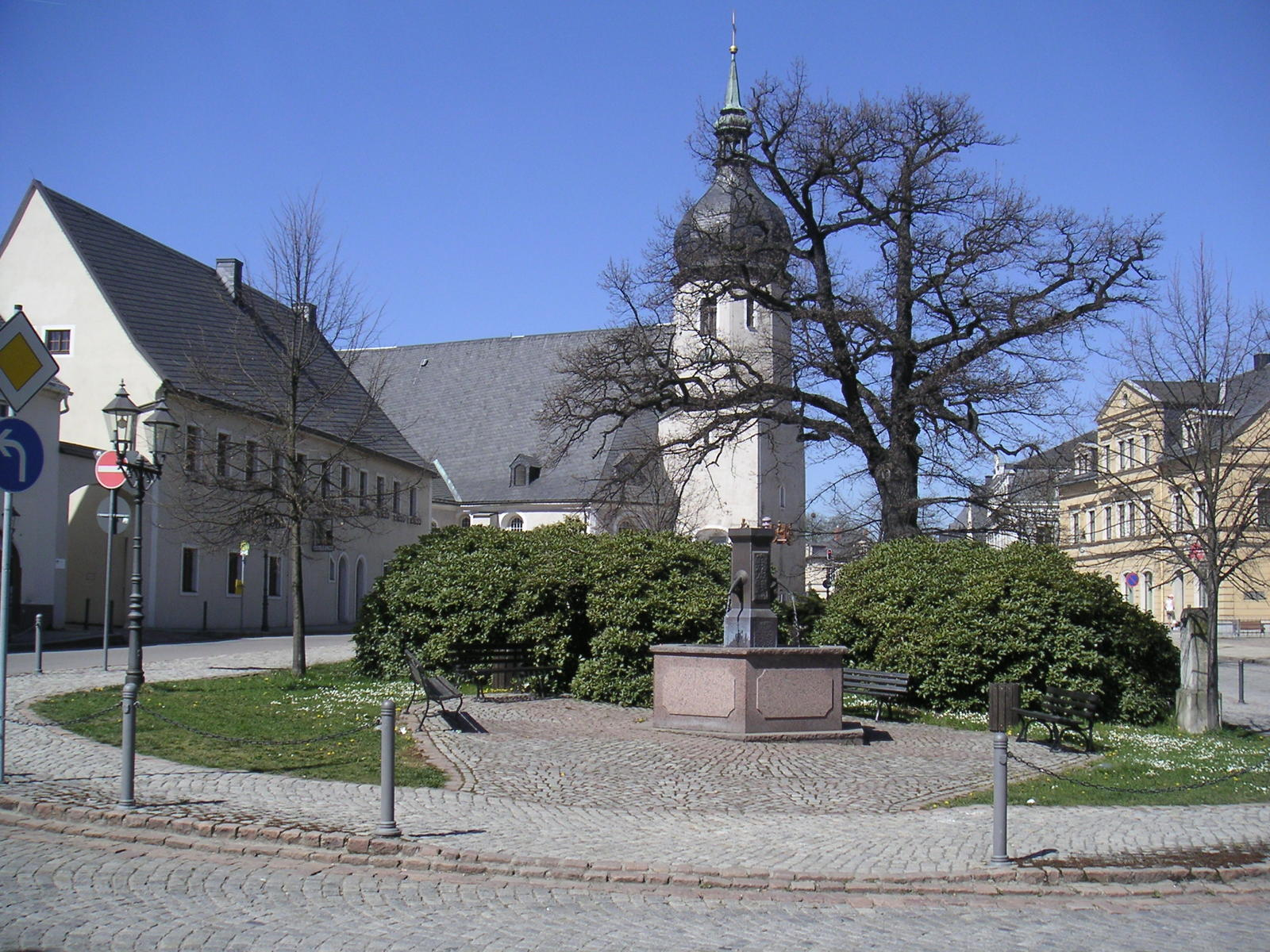
Brunnen am Marktplatz

Olbernhau ist eine Kleinstadt im Erzgebirgskreis in Sachsen. Die „Stadt der sieben Täler“ wurde 1434 das erste Mal urkundlich erwähnt.

## Geographie

### Geographische Lage
Die Stadt Olbernhau liegt im Mittleren Erzgebirge an der Grenze zur Tschechischen Republik. Sie wird auch „Stadt der sieben Täler“ genannt, weil sie im Tal der Flöha und ihrer Nebentäler liegt, deren Bäche in die Flöha münden. Die sieben Täler sind Flöhatal, Schweinitztal, Natzschungtal, Bielatal, Rungstocktal, Bärenbachtal und Dörfelbachtal. Olbernhau ist von Bergen zwischen 700 m bis 921 m (Lesenská pláň (Hübladung) auf tschechischer Seite – Luftlinie weniger als 5 km) Höhe umgeben, die sich bis zu beinahe 500 m über die Talsohle erheben. Der höchste Berg auf Olbernhauer Grund ist der Steinhübel mit 817 m über NN.

### Stadtgliederung
- Ortsteile:
  - Grünthal (1937 eingemeindet)
  - Oberneuschönberg mit den Ortsteilen Hirschberg und Niederlochmühle (1950 eingemeindet)
  - Niederneuschönberg (1950 eingemeindet)
  - Kleinneuschönberg mit dem Ortsteil Reukersdorf (1950 eingemeindet)
  - Blumenau (1994 eingemeindet)
  - Rothenthal (1994 eingemeindet)
  - Pfaffroda (2017 eingemeindet)
  - Schönfeld (2017 eingemeindet)
  - Hallbach (2017 eingemeindet)
  - Hutha (2017 eingemeindet)
  - Dittmannsdorf (2017 eingemeindet)
  - Dörnthal (2017 eingemeindet)
  - Haselbach (2017 eingemeindet)

Historische Ortsteile von Olbernhau sind Bauerndorf (westlich von Olbernhau), Leubnitz-Dörfel/Leibnitzdörfel (heutige Dörfelstraße und Verlängerter Dörfelweg) und Rungstock (heutige Rungstockstraße und Obere Rungstockstraße).

## Geschichte

### Ersterwähnung und Namensherkunft
Der Ortsname stammt vermutlich vom Eigennamen Albert (Albernhaw, Alberthau, Albernhau, Albretshain) ab und stellt den Einschlag vorhandenen Waldes (-hau) dar. Eine weitere Theorie der Namensherkunft ist, dass der erste Teil des Namens „Albern-“ tatsächlich soviel bedeutet wie „albern“ (Albernheit) und der zweite Teil „au“ ist die vom wechselnden Hoch- und Niedrigwasser geprägte Niederung entlang eines Flusses. Da Olbernhau nach der letzten Eiszeit vor etwa 11.000 Jahren wahrscheinlich ein großer See war und das Wasser sich danach stets gewandelt hat und somit nie stillstand, auch durch die vielen Flüsse, war das Wasser oder die Au eventuell etwas „albern“. Die Anfänge des Ortes Olbernhau liegen in der Zeit des 12. und 13. Jahrhunderts. Der böhmische Adlige Slavko von Hrabischitz stiftete 1196 das Zisterzienser-Kloster Ossegg, auch um Erze im oberen Flöhatal zu suchen. Die älteste nachweisliche urkundliche Erwähnung datiert aus dem Jahr 1434 (Albernaw). Aus diesem Vertrag geht hervor, dass Olbernhau an den Patrizier Caspar von Berbisdorf verkauft wurde.
Der älteste Nachweis bergbaulicher Tätigkeiten stammt von 1511. Mit der Reformation 1539 wurde Olbernhau selbstständige Parochie. 1556 wurde erstmals eine Schule erwähnt. Die erste steinerne Kirche wurde am 2. November 1590 eingeweiht.

### Entwicklung des Ortes bis 1945
Um 1684 begannen erste Personen in Olbernhau mit der Herstellung von Büchsen. 1690 wurde im Rungstocktal die erste Olbernhauer Rohrschmiede errichtet. 1708 lieferte die Gewehrmanufaktur 12.000 Gewehre an die sächsische Armee. Eine neue Schule wurde 1748 errichtet. Der erste praktizierende Arzt ist 1777 nachweisbar. 1815 wurde eine Pulvermühle errichtet; in den Jahren 1835, 1850 und 1865 kam es zu Explosionen in der Fabrik. 1854 wurde die letzte Waffe in Olbernhau gefertigt. 1868 wurde ein neues Schulgebäude eingeweiht und 1869 die Freiwillige Feuerwehr gegründet. Mit der Eröffnung der Flöhatalbahn am 24. Mai 1875 erhielt Olbernhau Anschluss ans Eisenbahnnetz. 1878 wurde ein Kindergarten eingerichtet. Bei einem heftigen Gewitter kam es am 30. Mai 1882 zu starken Überschwemmungen. Am 1. Januar 1885 wurde das Krankenhaus eröffnet, 1886 eine Gasanstalt erbaut und die Gasbeleuchtung eingeführt. 1890 wurde von Braumeister Clemens Ferdinand Köhler und seinem Sohn Clemens Theodor Köhler im Haus Am Markt 1 die Brauerei „Brauerei C. F. Köhler & Sohn“ eröffnet. Am 5. Juli 1892 wurde das erste Elektrizitätswerk Sachsens eröffnet, 1895 die Eisenbahnstrecke nach Neuhausen sowie eine Hochdruckwasserleitung in Betrieb genommen. Am 1. Januar 1902 erhielt Olbernhau das Stadtrecht. Am 25. Dezember 1906 wurde das im Jugendstil erbaute Konzert- und Ballhaus Tivoli eröffnet. Die Marktbrücke wurde 1928 verbreitert, das Schwimmbad 1930 eröffnet. 1936 wurde im Ort die von der NSDAP organisierte Ausstellung Grenzlandschaften präsentiert. Im Januar 1932 richtete ein Hochwasser beträchtlichen Schaden an. Das Gymnasium wurde 1940 als Oberschule eingeweiht. Am Schäfereiberg wurde 1944 eine Molkerei mit einer Tagesproduktionskapazität von 15.000 l fertiggestellt.

### 1945 bis ins 21. Jahrhundert
Nach dem Ende des Zweiten Weltkriegs siedelten sich in Olbernhau einige Industriebetriebe an, darunter ein Blechwalzwerk (das hatte es schon zuvor gegeben, wurde jedoch umfassend modernisiert und erweitert), eine Kunstglasveredlung (1946 eingerichtet), viele Manufakturen, die Wachsblumen, Holzspielwaren, Möbel und Kunstgewerbe erzeugten. Auch die Nahrungs- und Genussmittelindustrie sowie Zulieferbetriebe für den Fahrzeugbau entstanden. Verwaltungsmäßig galt Olbernhau als Industriestadt im Bezirk Karl-Marx-Stadt. Im Jahr 1962 wurden 14.200 Einwohner gezählt. Infolge der politischen Veränderungen nach 1990 und der Neubildung des Freistaates Sachsen gehörte Olbernhau zuerst zum Landkreis Marienberg, seit 2008 zum Erzgebirgskreis.
Vom 12. zum 13. August 2002 verwüstete das schlimmste Flöha-Hochwasser der Geschichte die Innenstadt und alle Häuser zu beiden Seiten des Flusses. Durch Spenden aus ganz Deutschland konnten die Schäden, die sich auf mehrere Millionen Euro beliefen, innerhalb eines Jahres größtenteils beseitigt werden. In den Folgejahren wurden die Ufer der oberen Flöha mit massiven Betoneinfassungen verbaut; künftige Hochwasser sollen in der vertieften Rinne schadlos abfließen. Zum 1. Januar 2017 wurde Pfaffroda nach Olbernhau eingemeindet.

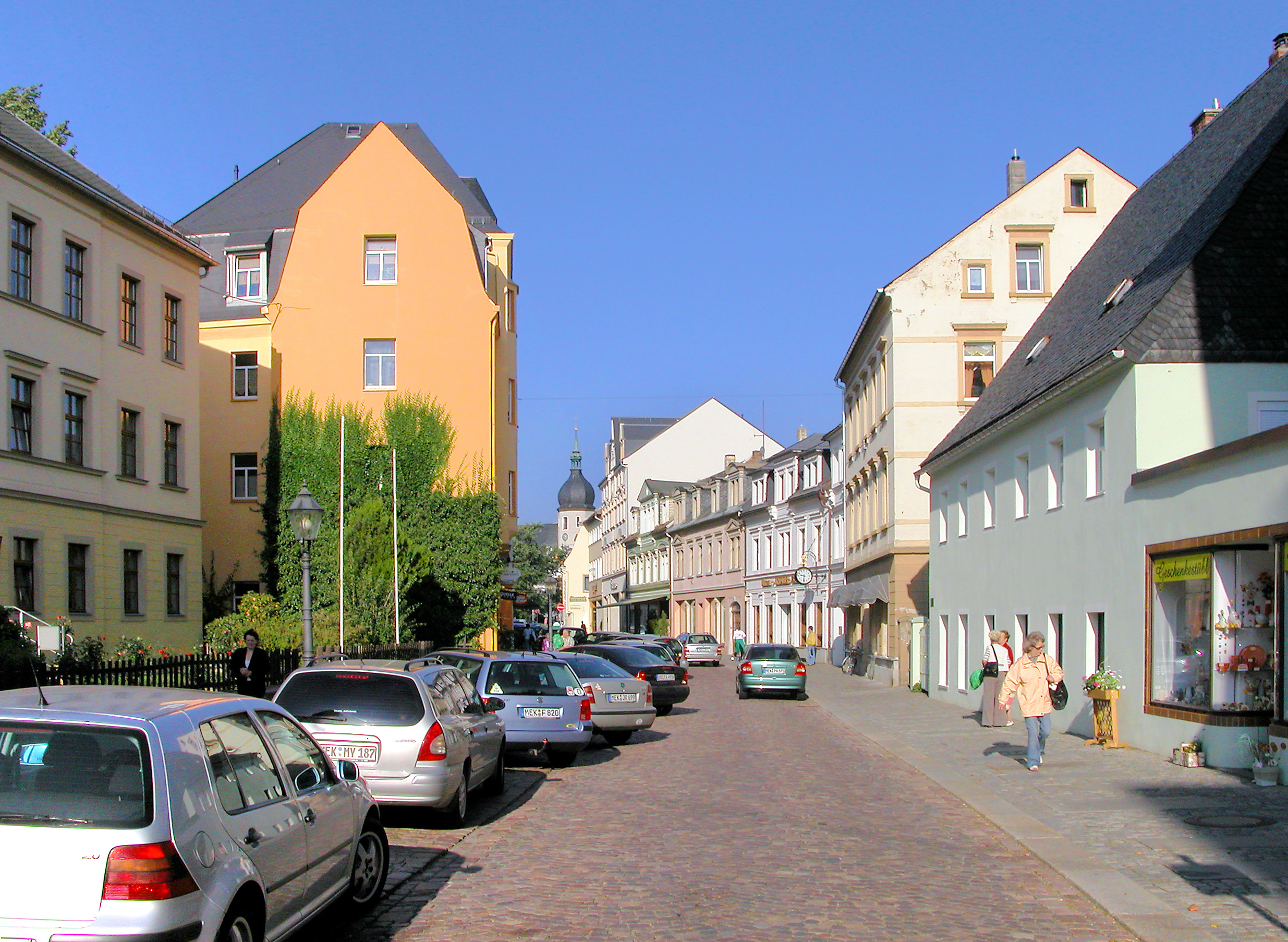
Olbernhau Grünthaler Straße
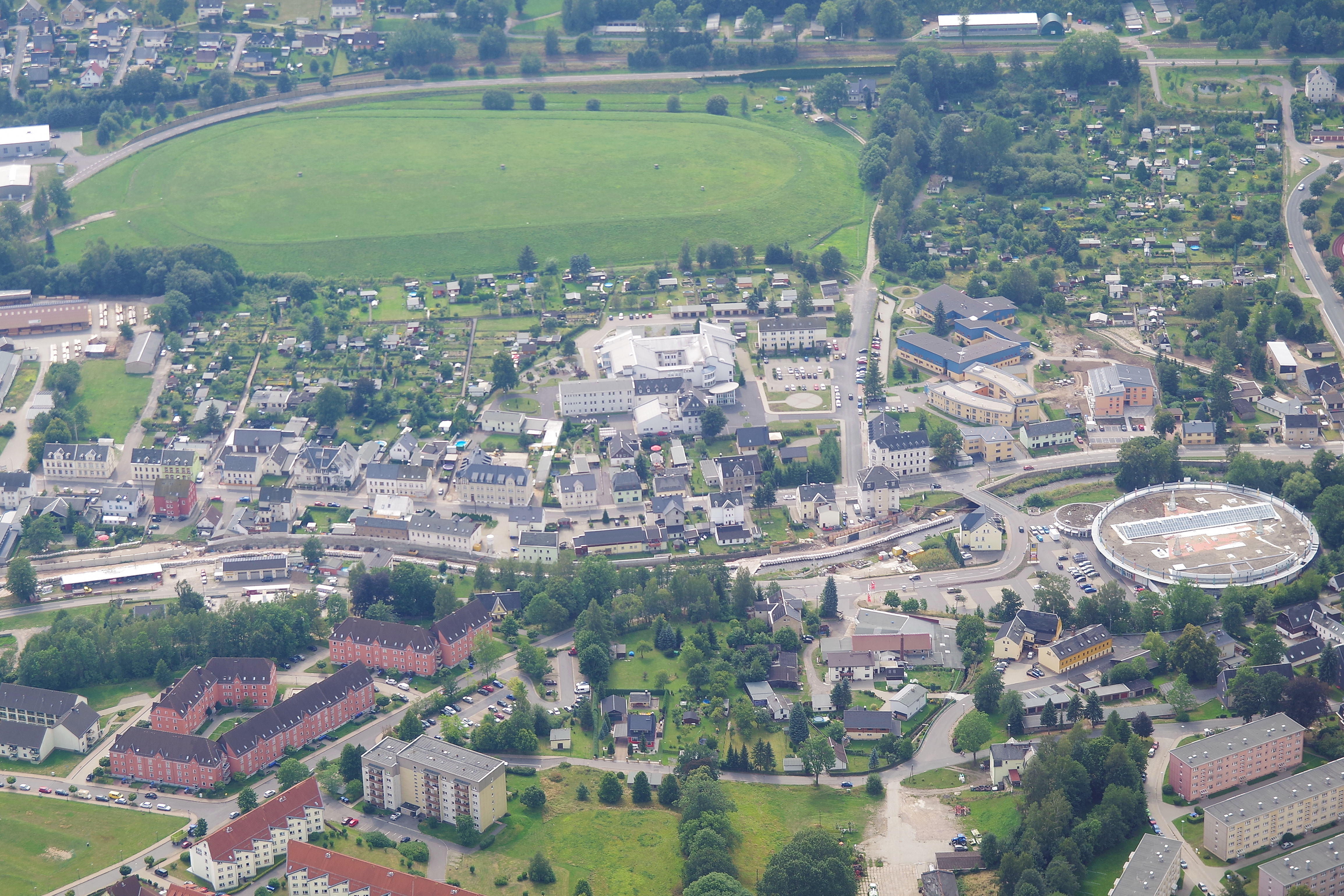
Luftaufnahme von Olbernhau
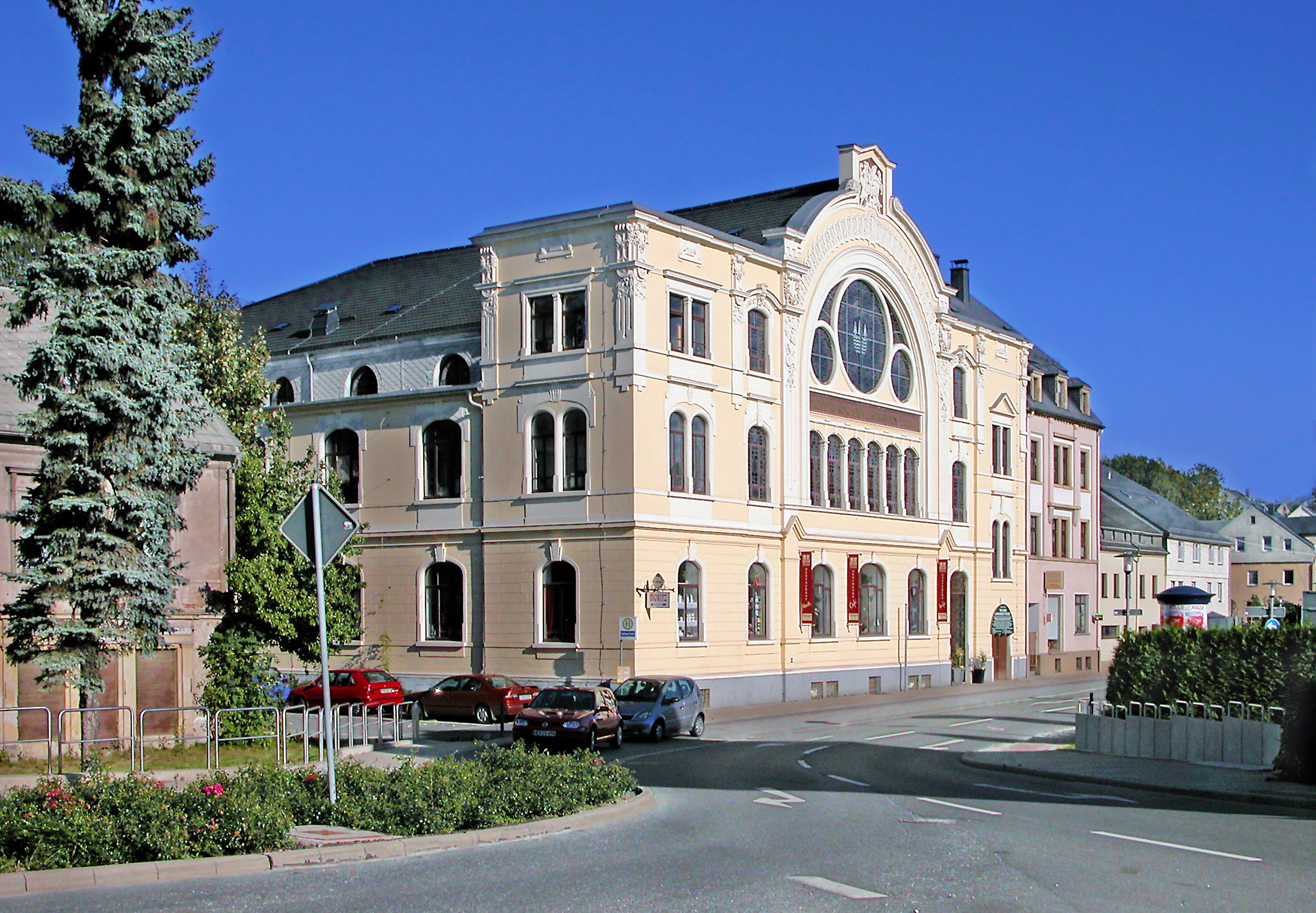
Olbernhau, Ballhaus Tivoli
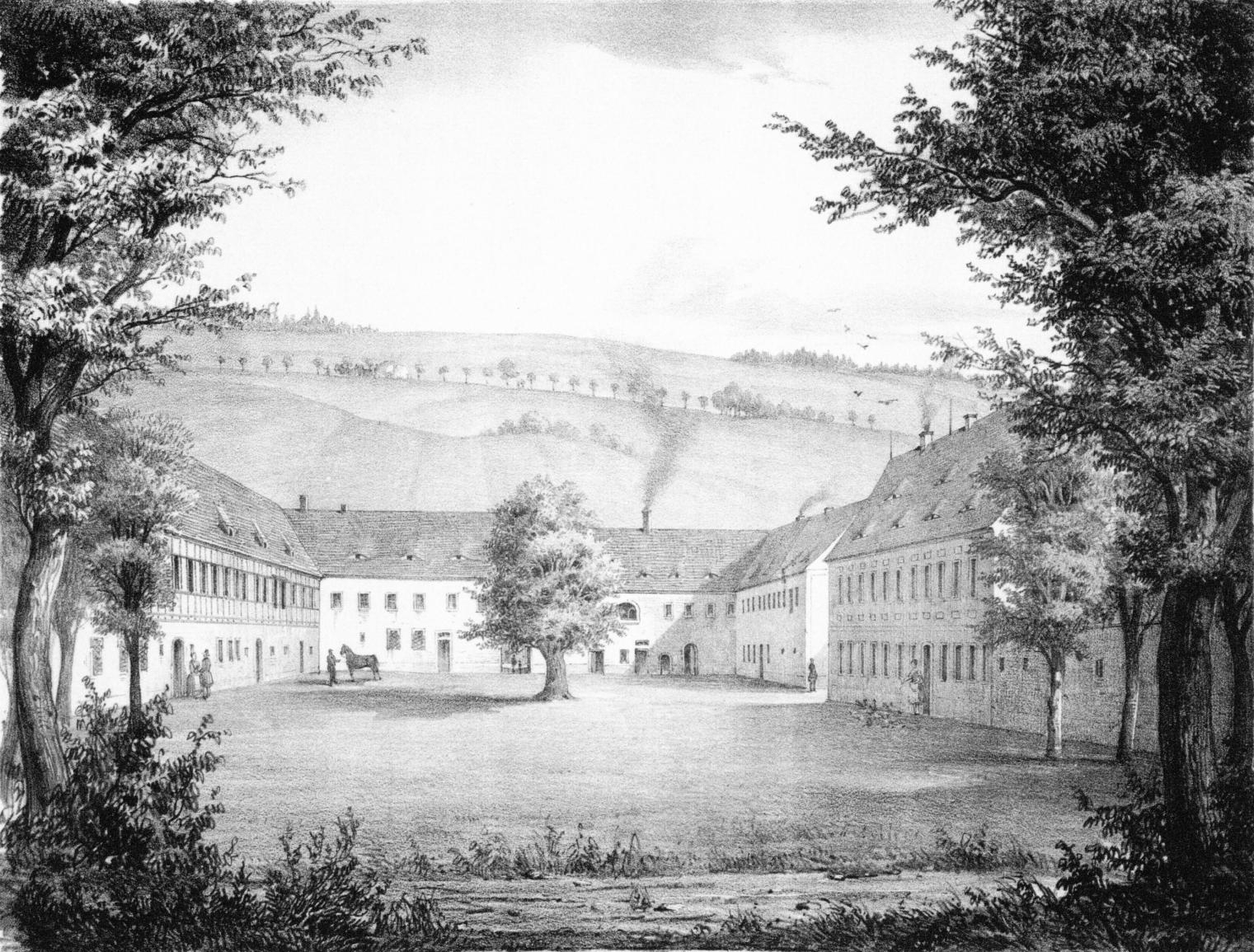
Rittergut Olbernhau (um 1860)
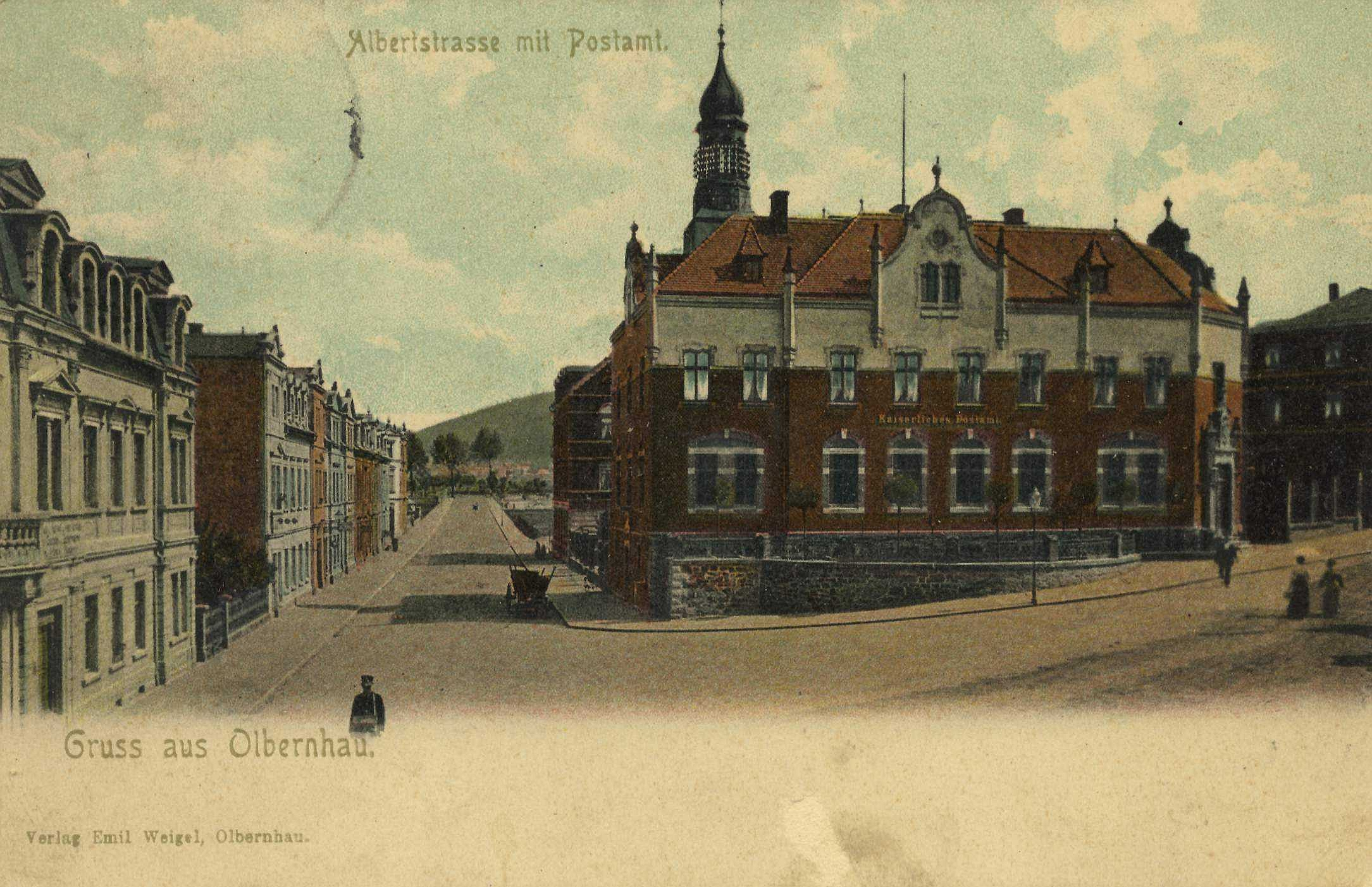
Albertstraße und Postamt, 1905

### Einwohnerentwicklung
Die folgende Einwohnerzahlen beziehen sich auf den 31. Dezember des voranstehenden Jahres mit Gebietsstand Januar 2007 für die Jahre bis 2016. 2017 wurde Pfaffroda eingemeindet.
| Olbernhau: Einwohnerzahlen von 1982 bis 2023                                       | Olbernhau: Einwohnerzahlen von 1982 bis 2023 | Olbernhau: Einwohnerzahlen von 1982 bis 2023 | Olbernhau: Einwohnerzahlen von 1982 bis 2023 | Olbernhau: Einwohnerzahlen von 1982 bis 2023 |
| ---------------------------------------------------------------------------------- | -------------------------------------------- | -------------------------------------------- | -------------------------------------------- | -------------------------------------------- |
| Jahr                                                                               |                                              |                                              |                                              | Einwohner                                    |
| 1982                                                                               | 1982                                         |                                              | 13.903                                       | 13.903                                       |
| 1983                                                                               | 1983                                         |                                              | 13.813                                       | 13.813                                       |
| 1984                                                                               | 1984                                         |                                              | 13.734                                       | 13.734                                       |
| 1985                                                                               | 1985                                         |                                              | 13.643                                       | 13.643                                       |
| 1986                                                                               | 1986                                         |                                              | 13.517                                       | 13.517                                       |
| 1987                                                                               | 1987                                         |                                              | 13.492                                       | 13.492                                       |
| 1988                                                                               | 1988                                         |                                              | 13.434                                       | 13.434                                       |
| 1989                                                                               | 1989                                         |                                              | 13.260                                       | 13.260                                       |
| 1990                                                                               | 1990                                         |                                              | 12.997                                       | 12.997                                       |
| 1991                                                                               | 1991                                         |                                              | 12.650                                       | 12.650                                       |
| 1992                                                                               | 1992                                         |                                              | 12.669                                       | 12.669                                       |
| 1993                                                                               | 1993                                         |                                              | 12.608                                       | 12.608                                       |
| 1994                                                                               | 1994                                         |                                              | 12.523                                       | 12.523                                       |
| 1995                                                                               | 1995                                         |                                              | 12.412                                       | 12.412                                       |
| 1996                                                                               | 1996                                         |                                              | 12.255                                       | 12.255                                       |
| 1997                                                                               | 1997                                         |                                              | 12.190                                       | 12.190                                       |
| 1998                                                                               | 1998                                         |                                              | 12.079                                       | 12.079                                       |
| 1999                                                                               | 1999                                         |                                              | 11.959                                       | 11.959                                       |
| 2000                                                                               | 2000                                         |                                              | 11.810                                       | 11.810                                       |
| 2001                                                                               | 2001                                         |                                              | 11.591                                       | 11.591                                       |
| 2002                                                                               | 2002                                         |                                              | 11.405                                       | 11.405                                       |
| 2003                                                                               | 2003                                         |                                              | 11.284                                       | 11.284                                       |
| 2004                                                                               | 2004                                         |                                              | 11.096                                       | 11.096                                       |
| 2005                                                                               | 2005                                         |                                              | 10.882                                       | 10.882                                       |
| 2006                                                                               | 2006                                         |                                              | 10.716                                       | 10.716                                       |
| 2007                                                                               | 2007                                         |                                              | 10.535                                       | 10.535                                       |
| 2008                                                                               | 2008                                         |                                              | 10.362                                       | 10.362                                       |
| 2009                                                                               | 2009                                         |                                              | 10.100                                       | 10.100                                       |
| 2010                                                                               | 2010                                         |                                              | 9.936                                        | 9.936                                        |
| 2011                                                                               | 2011                                         |                                              | 9.780                                        | 9.780                                        |
| 2012                                                                               | 2012                                         |                                              | 9.439                                        | 9.439                                        |
| 2013                                                                               | 2013                                         |                                              | 9.276                                        | 9.276                                        |
| 2014                                                                               | 2014                                         |                                              | 9.149                                        | 9.149                                        |
| 2015                                                                               | 2015                                         |                                              | 9.408                                        | 9.408                                        |
| 2016                                                                               | 2016                                         |                                              | 9.142                                        | 9.142                                        |
| 2017                                                                               | 2017                                         |                                              | 11.359                                       | 11.359                                       |
| 2018                                                                               | 2018                                         |                                              | 11.204                                       | 11.204                                       |
| 2019                                                                               | 2019                                         |                                              | 11.047                                       | 11.047                                       |
| 2020                                                                               | 2020                                         |                                              | 10.906                                       | 10.906                                       |
| 2021                                                                               | 2021                                         |                                              | 10.570                                       | 10.570                                       |
| 2022                                                                               | 2022                                         |                                              | 10.458                                       | 10.458                                       |
| 2023                                                                               | 2023                                         |                                              | 10.144                                       | 10.144                                       |
| Quelle(n): https://www.statistik.sachsen.de/html/bevoelkerungsstand-einwohner.html |                                              |                                              |                                              |                                              |

| 1980–1989       | 1990–1999    | 2000–2009    | 2010–2019    | 2020–        |
| --------------- | ------------ | ------------ | ------------ | ------------ |
| 1980: unbekannt | 1990: 12.997 | 2000: 11.810 | 2010: 09.936 | 2020: 10.906 |
| 1981: unbekannt | 1991: 12.650 | 2001: 11.591 | 2011: 09.780 | 2021: 10.570 |
| 1982: 13.903    | 1992: 12.669 | 2002: 11.405 | 2012: 09.439 | 2022: 10.458 |
| 1983: 13.813    | 1993: 12.608 | 2003: 11.284 | 2013: 09.276 | 2023: 10.144 |
| 1984: 13734     | 1994: 12.523 | 2004: 11.096 | 2014: 09.149 |              |
| 1985: 13.643    | 1995: 12.412 | 2005: 10.882 | 2015: 09.408 |              |
| 1986: 13.517    | 1996: 12.255 | 2006: 10.716 | 2016: 09.142 |              |
| 1987: 13.492    | 1997: 12.190 | 2007: 10.535 | 2017: 11.359 |              |
| 1988: 13.434    | 1998: 12.079 | 2008: 10.362 | 2018: 11.204 |              |
| 1989: 13.260    | 1999: 11.959 | 2009: 10.100 | 2019: 11.047 |              |

### Eingemeindungen
Mit der Eingemeindung von Pfaffroda 2017 als derzeit letzte Eingemeindung in die Stadt Olbernhau gehört die Stadt zu den flächengrößten Städten im Sachsen. Im Erzgebirgskreis ist die Stadt Olbernhau nach der Stadt Marienberg die zweite flächengrößte Stadt.
Die Stadt plant einen Zusammenschluss gegebenenfalls auch mit Heidersdorf, Seiffen und Deutschneudorf, wobei Seiffen eine Fusion mit Heidersdorf und Deutschneudorf anstrebt.

## Politik

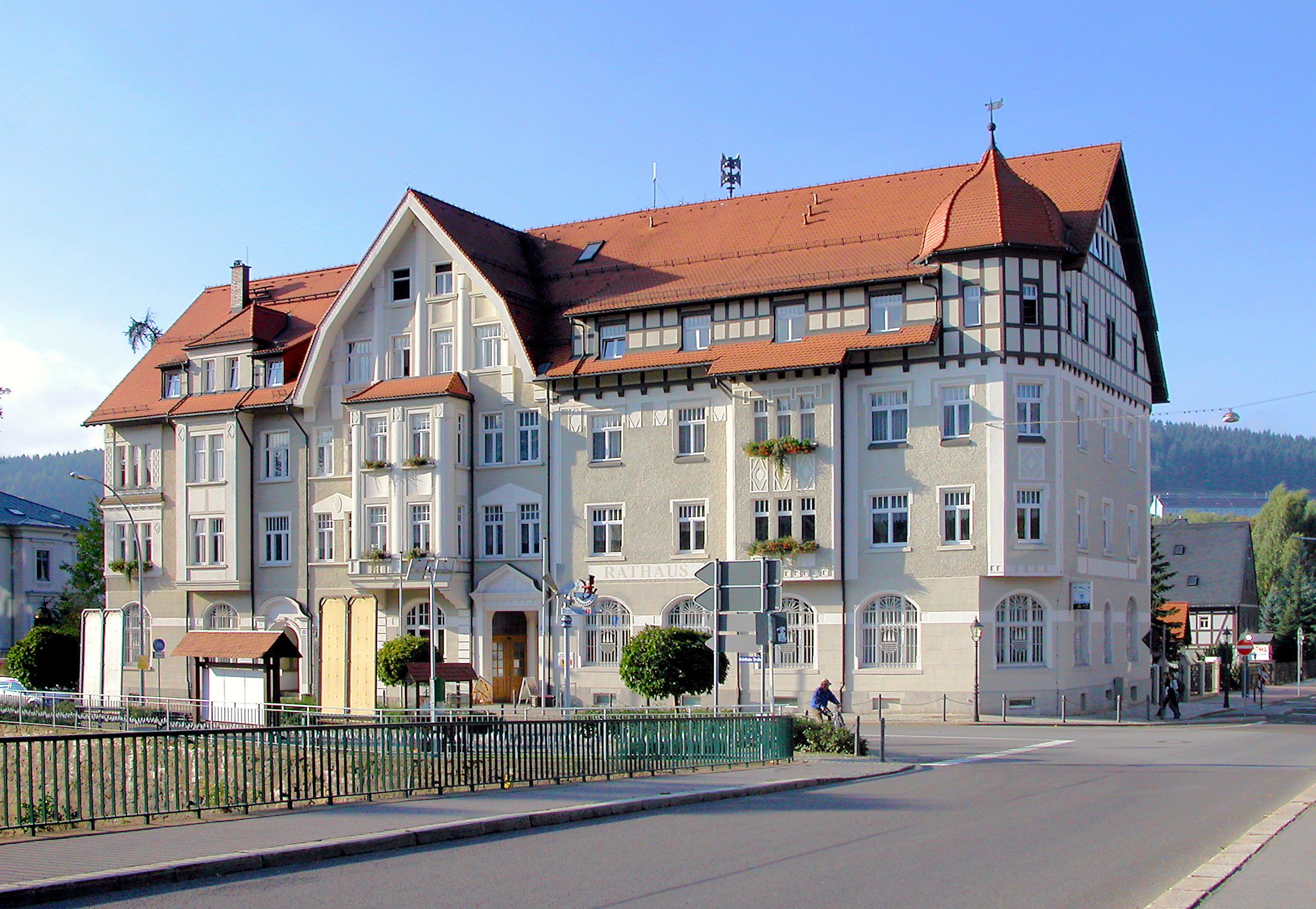
Rathaus Olbernhau

### Stadtrat
Seit der Stadtratswahl am 9. Juni 2024 verteilen sich die 17 Sitze des Stadtrates folgendermaßen auf die einzelnen Gruppierungen:
| Stadtrat ab 2024Insgesamt 17 Sitze - SPD: 4 - BI FBO: 3 - FDP: 4 - CDU: 5 - AfD: 1 Die AfD kann fünf Sitze nicht besetzen. Der Stadtrat verkleinert sich entsprechend. | Liste                                   | 2024   | 2024   | 2019   | 2019   | 2014        | 2014        |
| Stadtrat ab 2024Insgesamt 17 Sitze - SPD: 4 - BI FBO: 3 - FDP: 4 - CDU: 5 - AfD: 1 Die AfD kann fünf Sitze nicht besetzen. Der Stadtrat verkleinert sich entsprechend. | Liste                                   | Sitze  | in %   | Sitze  | in %   | Sitze       | in %        |
| Stadtrat ab 2024Insgesamt 17 Sitze - SPD: 4 - BI FBO: 3 - FDP: 4 - CDU: 5 - AfD: 1 Die AfD kann fünf Sitze nicht besetzen. Der Stadtrat verkleinert sich entsprechend. | AfD                                     | 1      | 26,7   | 1      | 15,0   | –           | –           |
| Stadtrat ab 2024Insgesamt 17 Sitze - SPD: 4 - BI FBO: 3 - FDP: 4 - CDU: 5 - AfD: 1 Die AfD kann fünf Sitze nicht besetzen. Der Stadtrat verkleinert sich entsprechend. | CDU                                     | 5      | 21,3   | 8      | 30,0   | 11          | 50,3        |
| Stadtrat ab 2024Insgesamt 17 Sitze - SPD: 4 - BI FBO: 3 - FDP: 4 - CDU: 5 - AfD: 1 Die AfD kann fünf Sitze nicht besetzen. Der Stadtrat verkleinert sich entsprechend. | SPD                                     | 4      | 18,6   | 4      | 16,4   | siehe unten | siehe unten |
| Stadtrat ab 2024Insgesamt 17 Sitze - SPD: 4 - BI FBO: 3 - FDP: 4 - CDU: 5 - AfD: 1 Die AfD kann fünf Sitze nicht besetzen. Der Stadtrat verkleinert sich entsprechend. | FDP                                     | 4      | 18,4   | 3      | 13,2   | 3           | 13,5        |
| Stadtrat ab 2024Insgesamt 17 Sitze - SPD: 4 - BI FBO: 3 - FDP: 4 - CDU: 5 - AfD: 1 Die AfD kann fünf Sitze nicht besetzen. Der Stadtrat verkleinert sich entsprechend. | Bürgerinitiative Freie Bürger Olbernhau | 3      | 14,9   | 3      | 14,1   | –           | –           |
| Stadtrat ab 2024Insgesamt 17 Sitze - SPD: 4 - BI FBO: 3 - FDP: 4 - CDU: 5 - AfD: 1 Die AfD kann fünf Sitze nicht besetzen. Der Stadtrat verkleinert sich entsprechend. | Linke                                   | –      | –      | 1      | 6,7    | 3           | 13,7        |
| Stadtrat ab 2024Insgesamt 17 Sitze - SPD: 4 - BI FBO: 3 - FDP: 4 - CDU: 5 - AfD: 1 Die AfD kann fünf Sitze nicht besetzen. Der Stadtrat verkleinert sich entsprechend. | Regionalbauernverband Erzgebirge        | –      | –      | –      | 2,9    | –           | –           |
| Stadtrat ab 2024Insgesamt 17 Sitze - SPD: 4 - BI FBO: 3 - FDP: 4 - CDU: 5 - AfD: 1 Die AfD kann fünf Sitze nicht besetzen. Der Stadtrat verkleinert sich entsprechend. | Grüne                                   | –      | –      | –      | 1,7    | –           | –           |
| Stadtrat ab 2024Insgesamt 17 Sitze - SPD: 4 - BI FBO: 3 - FDP: 4 - CDU: 5 - AfD: 1 Die AfD kann fünf Sitze nicht besetzen. Der Stadtrat verkleinert sich entsprechend. | SPD / WB                                | –      | –      | –      | –      | 5           | 22,4        |
| Stadtrat ab 2024Insgesamt 17 Sitze - SPD: 4 - BI FBO: 3 - FDP: 4 - CDU: 5 - AfD: 1 Die AfD kann fünf Sitze nicht besetzen. Der Stadtrat verkleinert sich entsprechend. | Wahlbeteiligung                         | 67,5 % | 67,5 % | 65,2 % | 65,2 % | 53,4 %      | 53,4 %      |

### Bürgermeister
- 1990–2015: Steffen Laub (CDU)
- 2015–2022: Heinz-Peter Haustein (FDP)
- seit 2022: Jörg Klaffenbach

| Wahl | Bürgermeister        | Vorschlag   | Wahlergebnis (in %) |
| ---- | -------------------- | ----------- | ------------------- |
| 2022 | Jörg Klaffenbach     | Klaffenbach | 52,7                |
| 2015 | Heinz-Peter Haustein | Haustein    | 72,3                |
| 2008 | Steffen Laub         | CDU         | 82,5                |
| 2001 | Steffen Laub         | CDU         | 73,1                |
| 1994 | Steffen Laub         | CDU         | 76,2                |

### Wappen und Flagge
|  |
|  |

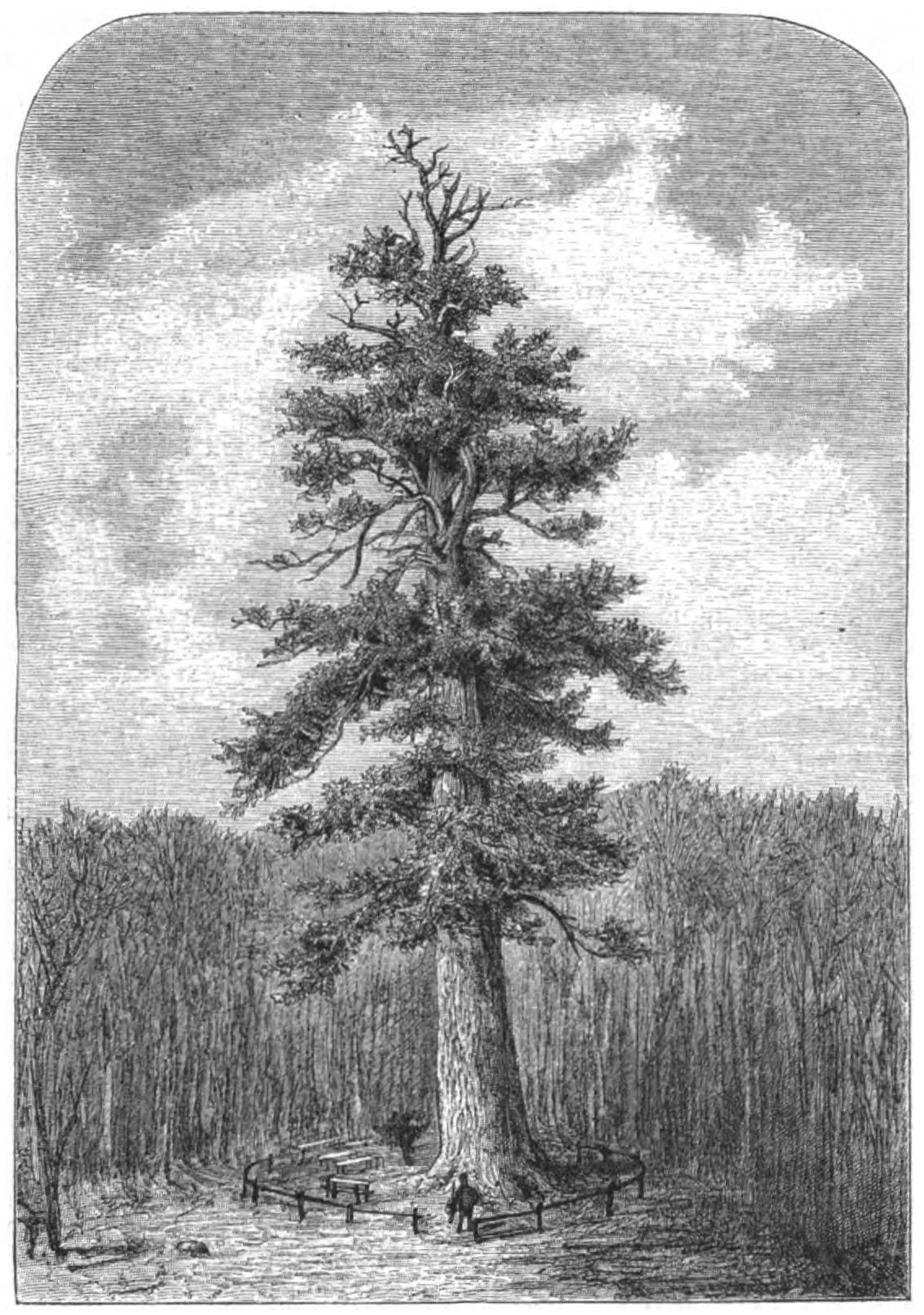
Königstanne bei Olbernhau, Bild aus der Zeitschrift Die Gartenlaube (1883)

| | Blasonierung: „In blauem geteilten Schilde oben drei silberne Tannen, unten Wellenschnitt, neunmal geteilt von Silber und Blau.“ |
| Wappenbegründung: Zum Stadtwappen wird ausgeführt, dass der 1902 zur Stadt mit revidierter Städteordnung erhobene Ort in seinem Wappen nicht mehr den Frosch trage, „sondern über blauweißen Wasserwogen strecken drei Fichten ihre Kronen in die Luft, ein Sinnbild dafür, wie im Wasser und Holz die starken Wurzeln seiner Kraft und Blüte ruhen“. Die Stadt führt eine weiß-blau gestreifte Flagge ohne aufgesetztes Wappen. Stadtwappen und -flagge wurden am 1. Januar 1902 vom königlich sächsischen Innenministerium verliehen. | |

### Städtepartnerschaften
Seit 1989 besteht eine Partnerschaft mit Stadtbergen im bayerischen Regierungsbezirk Schwaben nahe Augsburg und seit 1992 mit Litvínov in Tschechien und Brie-Comte-Robert in Frankreich. Außerdem wurde eine Partnerschaft mit Pratovecchio Stia in der Toskana, Italien, eingegangen.
Seit dem 1. November 2004 ist die Stadt Mitglied im Regionalmanagement Erzgebirge, einer Regionalinitiative des Erzgebirgskreises und weiterer zehn Kommunen des Erzgebirges.

## Kultur und Sehenswürdigkeiten

### Bauwerke und Plätze
Die Stadt, durch die die Silberstraße führt, entwickelt vor allem den Tourismus. Olbernhau ist Ausgangspunkt für Wanderungen zu Fuß oder mit dem Fahrrad und für Fahrten in die Umgebung mit ihren landschaftlichen und kulturhistorischen Besonderheiten.
In Olbernhau gibt es zwei Kirchengebäude, die evangelisch-lutherische Kirche (Adresse Blumenauer Straße 2) mit einem Pfarrhaus, einem (im Bau befindlichen neuen Gemeindezentrum) und einem angeschlossenen Friedhof sowie die römisch-katholische Kirche (Adresse Auf der Bleiche 28).

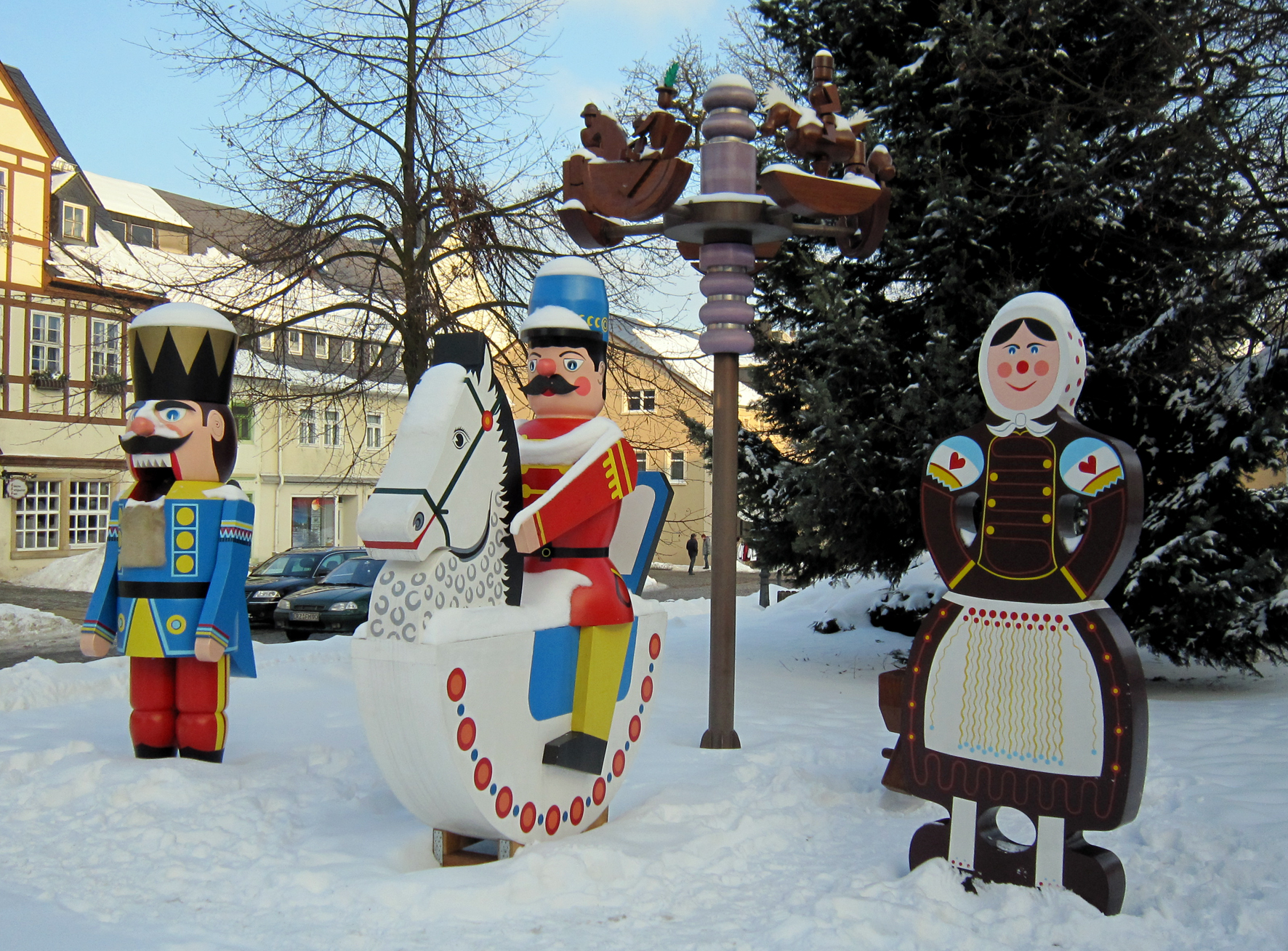
Wahrzeichen der Stadt und der Region: Nussknacker, Olbernhauer Reiterlein und Pfefferkuchenfrau
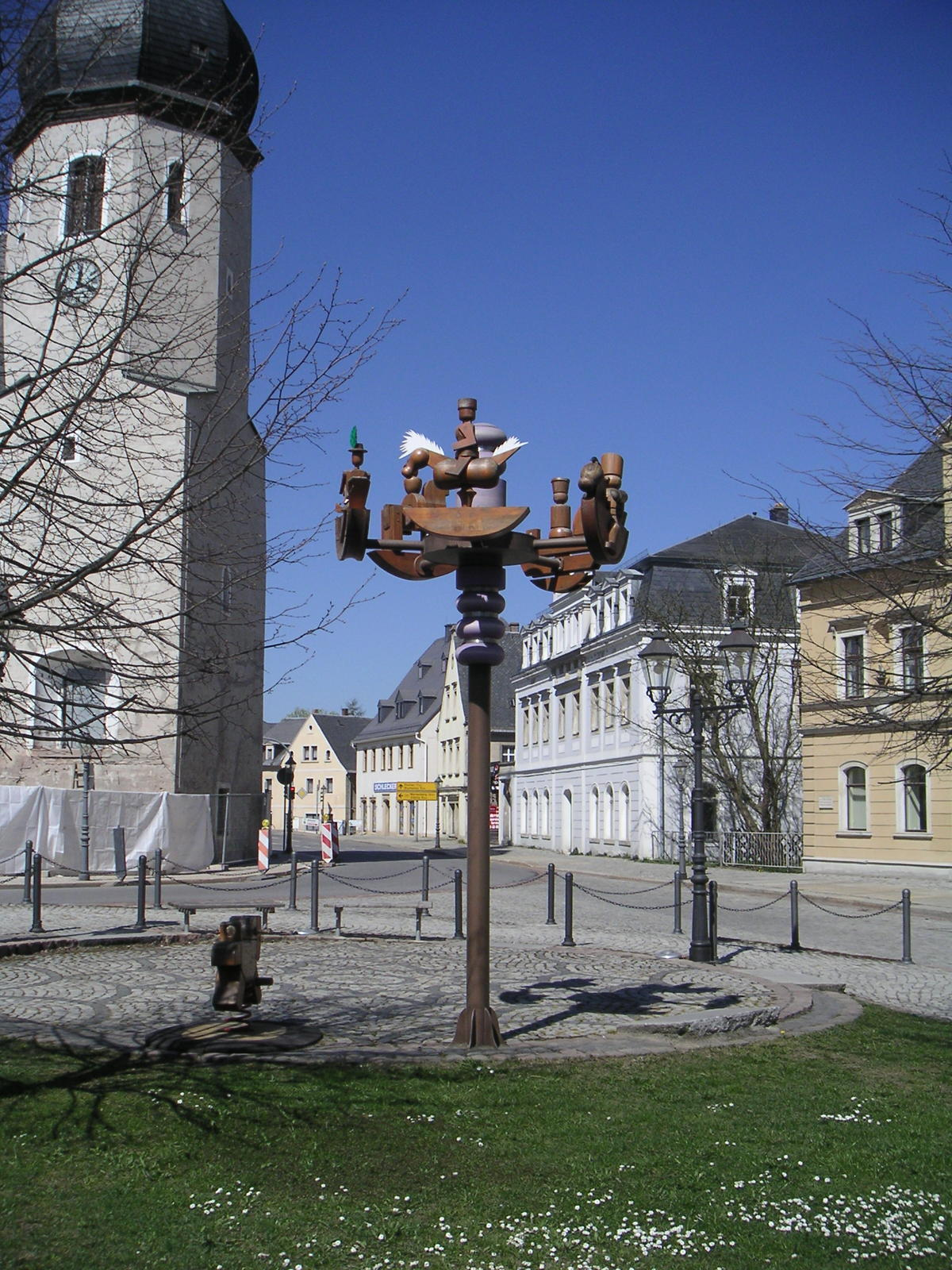
Großer Kreisel mit Holzfiguren (Marktplatz)
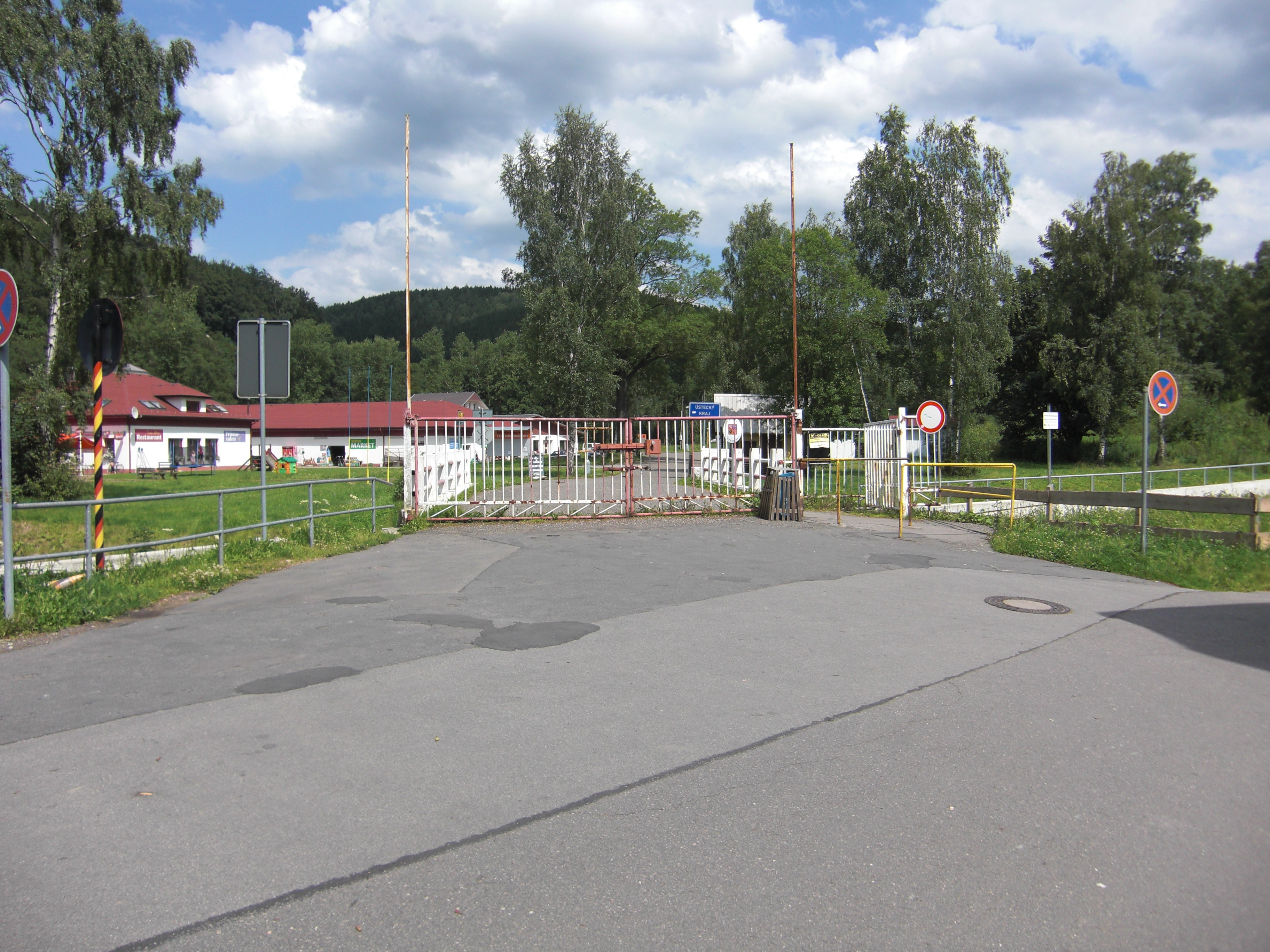
Grenzübergang ins böhmische Brandov (Brandau)
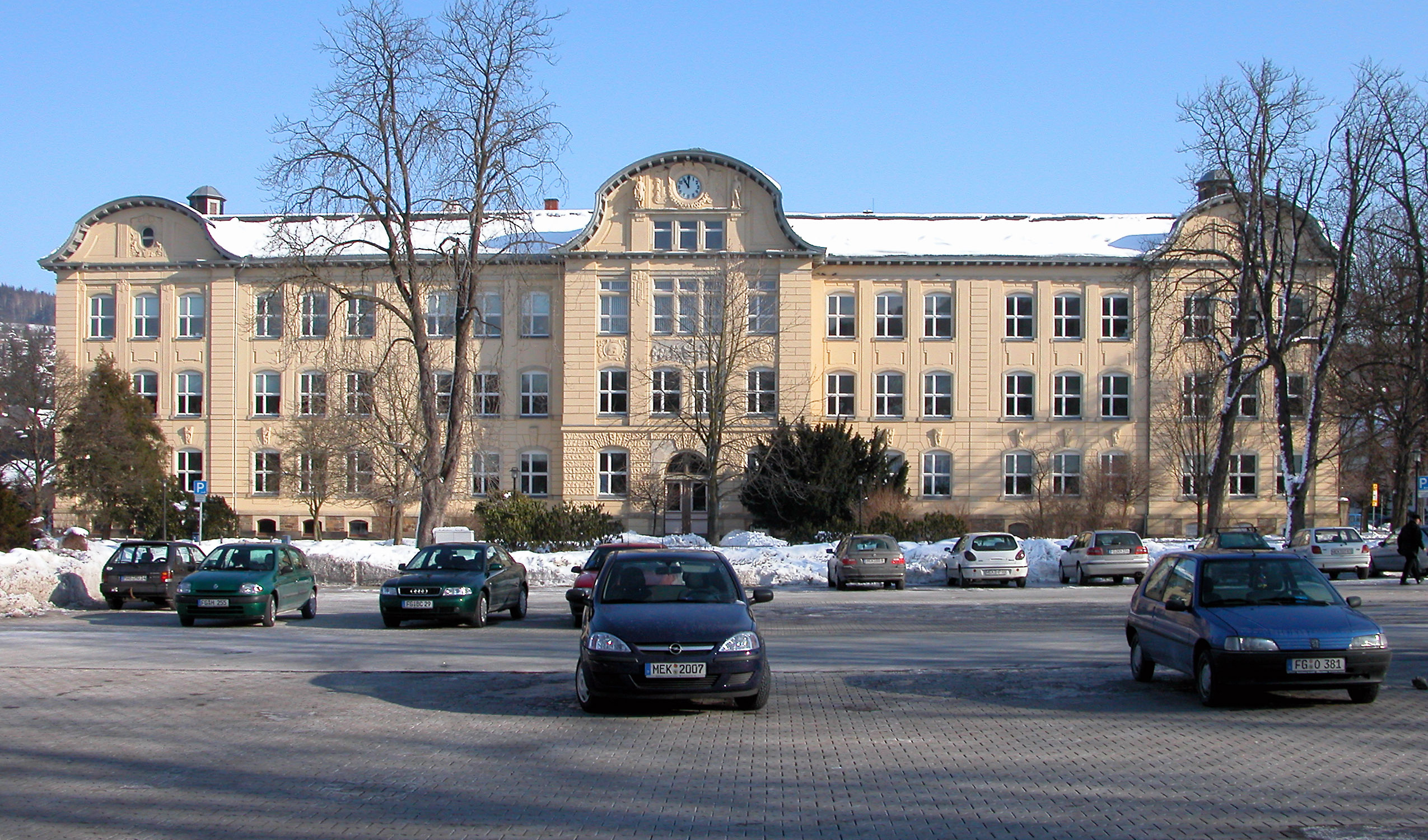
Mittelschule Olbernhau
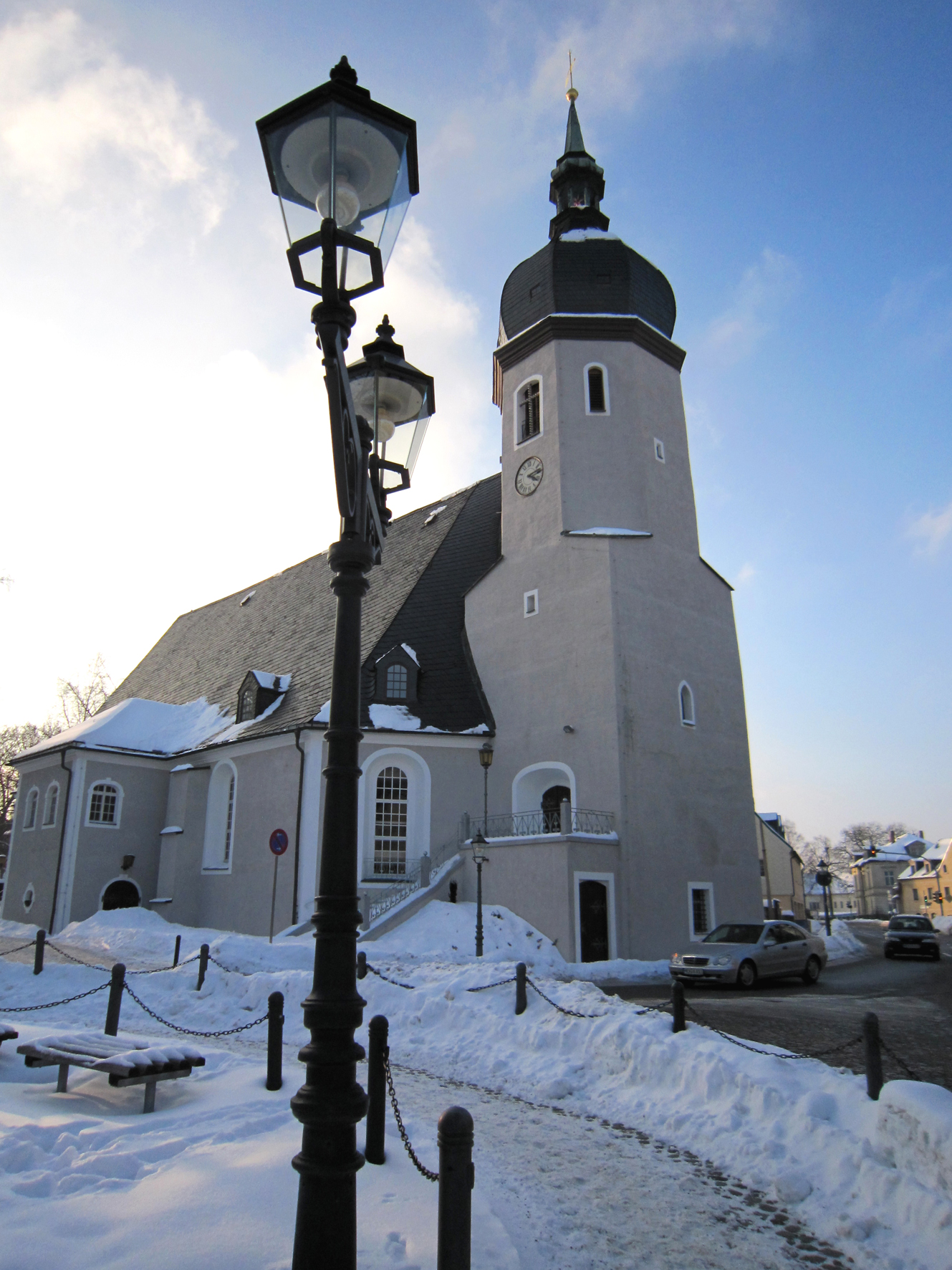
Olbernhauer Kirche am Markt, Februar 2010

### Naturschutz
- Siehe auch: Liste der Naturdenkmale in Olbernhau

### Museen
Saigerhütte Olbernhau-Grünthal

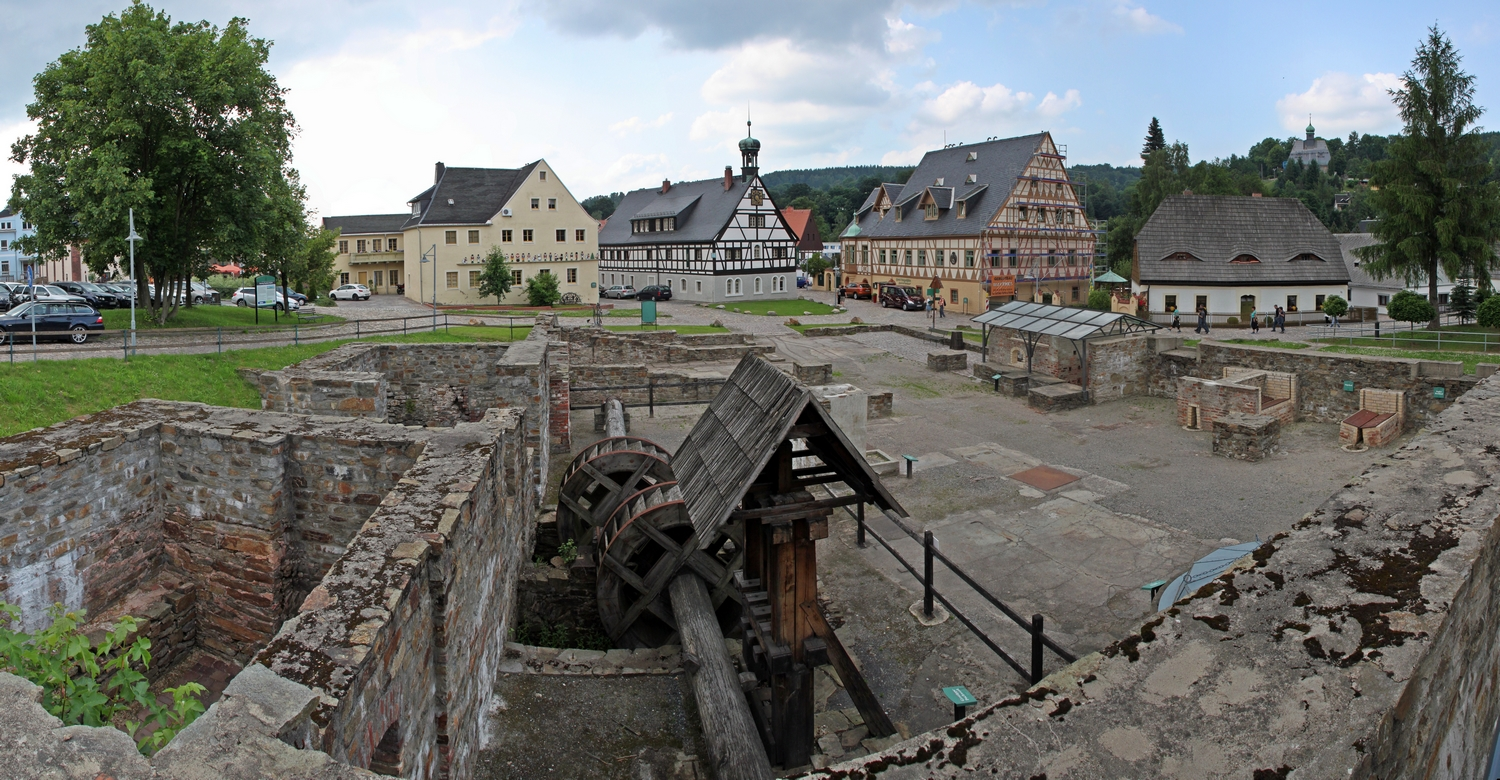
Museumskomplex Saigerhütte

Die Saigerhütte Grünthal ist ein weitgehend erhaltenes Hüttenwerk, etwa 2,5 Kilometer südöstlich des Stadtzentrums. Aufgrund seines geschlossenen Bestandes an Einzeldenkmalen gilt es als weltweit einmaliges Denkmal der Verhüttung im Saigerverfahren. Es umfasst unter anderem die nur noch in Resten vorhandene Schmelzhütte, das Herrenhaus, den noch funktionsfähigen Althammer mit seinen wasserradgetriebenen Schwanzhämmern und Wohnhäuser der Arbeiter.
Zur Komplettierung des Denkmalkomplexes gehören vielfältige Freizeitmöglichkeiten: kleine Geschäfte, das Hotel Saigerhütte mit dem Restaurant Hüttenschänke (in den historischen Gebäuden Hüttenschänke und Haus des Anrichters), eine Bowlingbahn und die Spiel- und Erlebniswelt Stockhausen.
Museum Olbernhau
Das am Markt in einem Gebäude des ehemaligen Rittergutes befindliche Museum zeigt Dauerausstellungen zur Stadt- und Wirtschaftsgeschichte sowie der Volkskunstentwicklung. Die Exponate umfassen unter anderem eine Bauernstube aus der Zeit um 1800 sowie eine über drei Meter hohe Weihnachtspyramide.

### Gedenkstätten
- Denkmal im Volkspark für die Opfer des Faschismus, das auf der Rückseite an den Kommunisten Hugo Franz erinnert, der im KZ Neuengamme ermordet wurde
- Gedenkstein an der Zöblitzer Straße, ebenfalls zur Erinnerung an Hugo Franz
- Grabstätte und Gedenkstein auf dem Ortsfriedhof für einen unbekannten KZ-Häftling
- Siehe auch Liste der Stolpersteine in Olbernhau

### Europäische Schmiedestadt
Olbernhau ist Mitglied im Ring der Europäischen Schmiedestädte, der sich zum Ziel gesetzt hat, die regionale Vielfalt des Schmiedehandwerks und der Metallgestaltung in der globalen Einheit Europas auf allen Ebenen zu fördern.

### Theater
- Theater im Museum: Das Areal der Saigerhütte Grünthal dient als Aufführungsort von Einpersonenstücken, die unter anderem das Leben von Barbara Uthmann zeigen.
- Im ehemaligen Rittergutshof befindet sich das Theater Variabel.

### Sport
Olbernhau verfügt über folgende Sportanlagen
- Freibad mit Beachvolleyballplatz, Tischtennisplatten, Freiluftkegelbahn, Freiluftschach
- Lehrschwimmhalle mit Sauna
- Bowling- und Kegelbahnen
- Minigolfanlage
- Skilift Frankwarte
- Tennisplatz
- Mehrzweckhalle Grünthal
- Sportkomplex, bestehend aus moderner Sporthalle und mit einer Flutlichtanlage ausgestattetem Sportplatz
- Sport- und Fußballplätze
- Stadion an der Blumenauer Straße (Kapazität: etwa 4.000 Plätze)

In Olbernhau beheimatete Sportvereine sind
- SV Olbernhau (Fußball), früher Stahl Olbernhau: Der traditionsreiche Fußballverein spielt derzeit in der Landesklasse-West, erfreut sich jedoch eines in dieser Liga ungewöhnlich hohen Zuschauerzuspruchs. Bis zu 1.000 Zuschauer sehen die Heimspiele im Stadion an der Blumenauer Straße.
- TSV Olbernhau
- ST Erzgebirge
- Olbernhauer Tennisclub e. V.

### Regelmäßige Veranstaltungen
- Alljährlich im August findet die Olbernhauer Radtour mit zur Wahl stehenden Strecken bis zu 140 km und über 2.000 Teilnehmern aus dem In- und Ausland statt.
- Im Dezember findet das vom MDR unterstützte Weihnachtsliedersingen im Rittergutshof statt.

## Wirtschaft und Infrastruktur

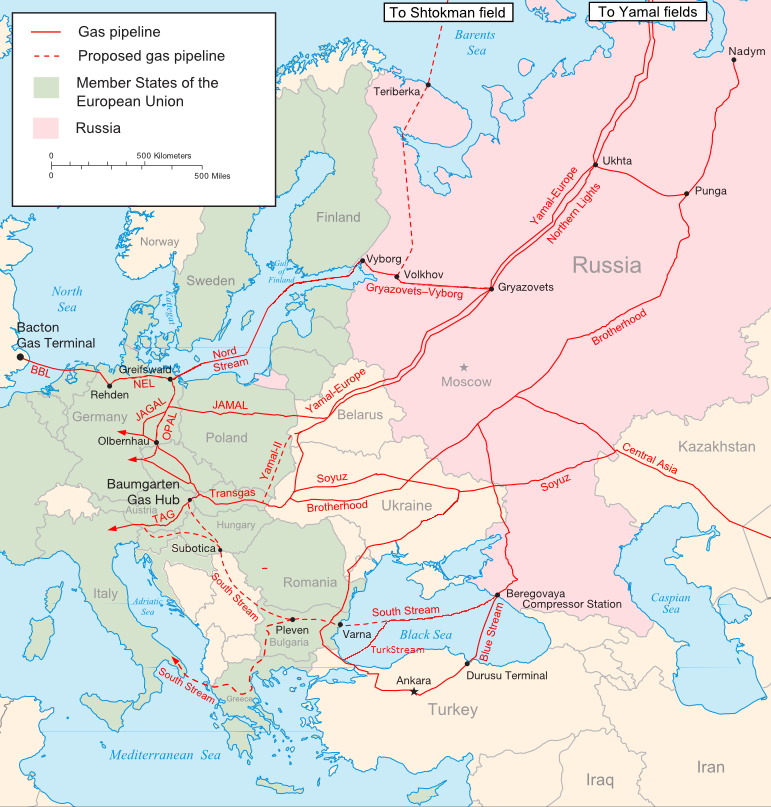
Olbernhau ist ein wichtiger Knotenpunkt im europäischen Erdgas-Pipelinenetz

Die Waffenherstellung von Olbernhau war vom 16. Jahrhundert bis 1828 ein wirtschaftlicher Faktor der „Olbernhauer Gewehrindustrie“ im Ort. Die Ursprünge der Saigerhütte finden 1527 bei der Gründung von Hans Lienhart. Später war sie im Besitz der Familie Uthmann und wurde 1567 vom Kurfürsten August erworben. Mit Protektion des Kurfürsten wurde die Waffenherstellung in Olbernhau ausgebaut.
Vorrangig durch die Saigerhütte begründet und fortgeführt durch die Sächsischen Kupfer- und Messingwerke F. A. Lange bzw. den VEB Blechwalzwerk Olbernhau, hat sich Olbernhau im Laufe der Jahrhunderte zum wirtschaftlichen Herzstück der Gegend entwickelt.
Ein wichtiger Arbeitgeber in der Stadt ist Wätas Wärmetauscher Sachsen GmbH, ein Erzeugerunternehmen für Wärmetauscher zur Rückgewinnung von Energie. Dieser Betrieb ist der derzeitige Hauptsponsor des Fußball-Zweitligisten FC Erzgebirge Aue.
Zu DDR-Zeiten war die Spielwarenindustrie ein wichtiger Arbeitgeber in Olbernhau. Das Kombinat Holzspielwaren VERO Olbernhau, das 1981 in das Kombinat Spielwaren mit Sitz in Sonneberg integriert wurde, hatte seinen Sitz in Olbernhau. Ebenso hatte das Kombinat Erzgebirgische Volkskunst mit Fokus auf der Produktion von Waren des Kunstgewerbes seinen Sitz in Olbernhau, wurde jedoch durch seinen Stammbetrieb in Seiffen geleitet.

## Verkehr
Durch Olbernhau führen die Silberstraße und die Deutsche Alleenstraße.

### Bahnverkehr
Der Bahnhof Olbernhau hat eine wechselvolle Verkehrsgeschichte:
- Auf der Flöhatalbahn (Chemnitz – Flöha – Pockau-Lengefeld – Olbernhau – Olbernhau-Grünthal – Oberneuschönberg – Neuhausen) verkehrt die Linie RB 81 Chemnitz–Olbernhau-Grünthal der Erzgebirgsbahn Montag bis Freitag im Stundentakt, am Wochenende im Zweistundentakt.
- Auf der Schweinitztalbahn (Olbernhau-Grünthal – Niederlochmühle – Oberlochmühle – Deutschkatharinenberg – Deutschneudorf) wurde nach 39 Jahren Betriebszeit der reguläre Personenverkehr 1966 eingestellt, der Güterverkehr folgte 1969. 1970/71 wurde die Strecke zurückgebaut, alle Gleisanlagen sowie die stählernen Brückenüberbauten wurden demontiert.

### Busverkehr
Der Olbernhauer Busbahnhof wird vom Regionalverkehr Erzgebirge angefahren.

## Medizinische Versorgung
Das Klinikum Mittleres Erzgebirge als Krankenhaus der Regelversorgung hat neben dem Hauptstandort in Zschopau eine Filiale in Olbernhau. Das Haus in Olbernhau hat 100 Betten.

## Bildung

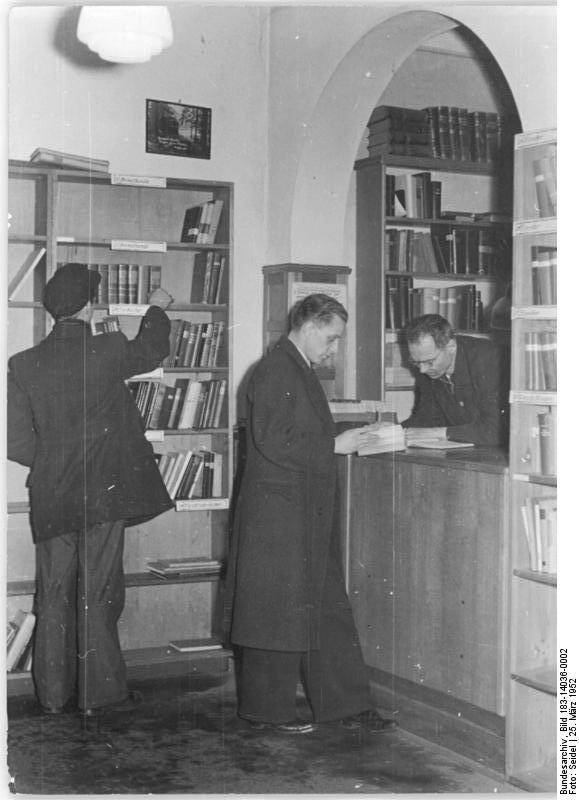
25. März 1952: Blick in die Stadtbibliothek, die zu dieser Zeit etwa 2200 Bände umfasste

### Allgemeine Bildung
- Bergbaulehrpfad: Der Markt von Olbernhau ist Ausgangspunkt eines deutsch-tschechischen Bergbaulehrpfades, welcher über 14 Stationen nach Deutschkatharinenberg führt.
- Stadtbibliothek: Die im ehemaligen Rittergut befindliche Stadtbibliothek verfügt über einen Bestand von etwa 13.000 Medien (Stand 2014).
- Volkshochschule: 1919 gegründet – heute im Ortsteil Grünthal befindlich, die größte VHS im Erzgebirgskreis.

### Schulen in Olbernhau
- Volkshochschule Erzgebirgskreis – Standort Olbernhau
- Musikschule Erzgebirgskreis – Standort Olbernhau
- Grundschule Blumenau
- Oberschule Olbernhau
- Wildrosen-Grundschule Dörnthal
- Gymnasium Olbernhau
- Grundschule „Johann Wolfgang von Goethe“ Olbernhau

Quelle Schulen in Olbernhau: